# Maria Ferdinanda af Sachsen
Maria Ferdinanda af Sachsen (27. april 1796 – 3. januar 1865) var en tysk prinsesse af Sachsen, der var storhertuginde af Toscana fra 1821 til 1824 som ægtefælle til storhertug Ferdinand 3. af Toscana.
Maria Ferdinanda var datter af prins Maximilian af Sachsen og Caroline af Parma. Hun blev gift den 6. maj 1821 i Firenze med storhertug Ferdinand 3. af Toscana i hans andet ægteskab. De fik ingen børn.